# Матишов, Геннадий Григорьевич
Генна́дий Григо́рьевич Матишо́в (род. 1 января 1945) — советский и российский океанолог, действительный член РАН (1997), научный руководитель и руководитель отдела океанологии и географии Южного научного центра РАН, научный руководитель Мурманского морского биологического института.

## Биография
Родился 1 января 1945 года в посёлке Преображение на берегу бухты Преображение Приморского края в семье военнослужащих.
В 1962 году окончил Кагальницкую среднюю школу (Азовский район Ростовской области) и поступил на геолого-географический факультет Ростовского государственного университета (РГУ), который закончил в 1967 году по специальности «географ-геоморфолог». В студенческие годы Г. Г. Матишов был учеником одного из ведущих советских учёных в области геоморфологии Мирового океана — профессора Д. Г. Панова. Именно этот крупнейший учёный и талантливый педагог, основоположник отечественной морской геологии, увлёк одного из своих любимых учеников океанографией. В 1965 г. он направил перспективного студента в Мурманск на практику в Полярный научно-исследовательский институт морского рыбного хозяйства и океанографии (ПИНРО). Свой первый выход в море будущий академик совершил на рыболовном тральщике, приспособленном для научно-исследовательских целей. А потом были десятки рейсов по северным широтам. Молодой учёный вскоре стал опытным экспедиционщиком, освоив попутно профессии ихтиолога, гидролога, геохимика и др.
В 1967 г. Г. Г. Матишов поступил в заочную аспирантуру РГУ. После срочной службы в армии, которую проходил в Закавказском военном округе, работал в ПИНРО в должности младшего научного сотрудника лаборатории геологии моря. В январе 1973 г. он успешно защитил кандидатскую диссертацию «Геоморфология материкового склона Норвежско-Гренландского бассейна и Северо-Западной Атлантики». С 1973 по 1979 г. руководил лабораторией морской геологии ПИНРО.
В декабре 1980 г. в Московском государственном университете им. М. В. Ломоносова Г. Г. Матишов защитил докторскую диссертацию «Гляциальный и перигляциальный рельеф дна океана» по вопросам морской палеоокеанологии, биогеографии и проблемам океанического рыболовства. Геннадием Григорьевичем была разработана концепция океанического перигляциала, необходимая как для палеогеографических исследований, так и для понимания современных природных процессов в Арктике, и он становится одним из лидеров этого направления, как в отечественной, так и в мировой науке.
В июне 1981 г. Г. Г. Матишова назначают директором Мурманского морского биологического института (ММБИ) Кольского научного центра РАН. В то время институт, расположенный в отдалённом прибрежном посёлке, находился в трудном положении, и, как показала его последующая история, это назначение было верным и дальновидным решением. Институт преобразился, ускорился темп научной жизни, шире стал спектр исследований учёных института, вырос их уровень. С 1984 г. институт стал головной организацией проекта «Баренцево море» в рамках программы Государственного комитета по науке и технике «Мировой океан». В реализации проекта, который возглавил Г. Г. Матишов, участвовало свыше 30 организаций. Расширилась география исследований института, стали регулярными экспедиции по трассе Севморпути, а также в Азовском, Чёрном, Каспийском, Балтийском и Охотском морях. В трудное перестроечное время экспедиции проводились на судах, принадлежавших не только ММБИ, но и научным организациям Польши, Финляндии, Германии. Были созданы сезонные биостанции на архипелагах Земля Франца-Иосифа и Шпицберген, построен океанариум в Мурманске, организована база для изучения морских млекопитающих.
Под руководством Г. Г. Матишова ММБИ стал одним из ведущих центров фундаментальных и прикладных исследований Арктики. Здесь проводятся комплексные исследования экосистем морей и прибрежных зон Западной Арктики, выполнен ряд важных разработок, успешно применяемых в морском хозяйстве и для решения оборонных задач. Среди них можно отметить экологическое сопровождение крупных нефтегазовых проектов на арктическом шельфе, биотехнологии защиты морской среды от антропогенного загрязнения, методы использования морских млекопитающих для обеспечения безопасности морских сооружений и подводных операций. Эти научные результаты получили признание в академической среде, о чём свидетельствует избрание Геннадия Григорьевича членом-корреспондентом РАН в 1990 г. и академиком РАН по специальности «океанология, физика атмосферы и география» — в 1997 г.
В последующие годы, не снижая научной активности, Г. Г. Матишов внёс неоценимый вклад в организацию исследований как на арктических морях, так и на Юге России. ММБИ был среди немногих российских институтов, которые в самые трудные годы не снизили уровень и эффективность полевых работ, и с развитием нефтегазовой отрасли на арктическом шельфе в институте стало уделяться особое внимание формированию научно-методологических подходов к оценке воздействия нефтегазодобычи на окружающую среду. Были сформулированы основные принципы методологии и процедуры оценки воздействия на природу (ОВОС) при разведке и добыче углеводородного сырья в Арктике. Благодаря научному авторитету Г. Г. Матишова и опыту организации комплексных экосистемных исследований получены лицензии на проведение инженерно-экологических и океанографических работ. ММБИ является головной организацией по экологическому обоснованию ряда крупных проектов освоения углеводородного сырья на арктическом шельфе.
В дальнейшем Г. Г. Матишов освоил новый важный участок академической науки, связанный с изучением природной среды, социально-экономических и политических процессов на Юге России. Незаурядные организаторские способности Г. Г. Матишова способствовали созданию и успешному развитию под его руководством Южного научного центра РАН (ЮНЦ). После распада СССР Россия лишилась крупных научных центров на юге страны, многие из них остались на территории Украины. Возникла острая потребность в объединении науки Юга России под эгидой Российской академии наук. Таким объединяющим центром и стал ЮНЦ. Сейчас членами Президиума ЮНЦ РАН являются 6 действительных членов и 5 членов-корреспондентов РАН.
Структура Центра объединяет свыше 500 научных сотрудников. В ЮНЦ созданы Институт аридных зон (специализируется на исследованиях морских и наземных экосистем) и Институт социально-экономических и гуманитарных исследований. ЮНЦ РАН поддерживает крепкие связи с Калмыцким институтом гуманитарных исследований (г. Элиста), Комплексным научно-исследовательским институтом РАН (г. Грозный) и Сочинским научно-исследовательским центром. Опыт и знания, накопленные в Арктике, помогли в успешной организации комплексных морских экспедиций и береговых стационаров, экспериментальных работ по аквакультуре, анализу и моделированию опасных природных явлений.
С 2006 года он — организатор и научный руководитель Института социально-экономических и гуманитарных исследований Южного научного центра РАН. Принципиально новым научно-практическим направлением его деятельности стало изучение социально-политических проблем, угроз и рисков на Юге России. Под руководством и при непосредственном участии Г. Г. Матишова издано шесть томов «Атласа социально-политических проблем, угроз и рисков Юга России», которые получили высокую оценку в федеральных и региональных органах власти.
В ЮНЦ с самого начала был взят курс на оснащение научных подразделений первоклассным научно-исследовательским оборудованием. Для морских экспедиций закуплено и переоборудовано судно морского класса «Денеб» — исключительный случай для Юга России. Учёные ЮНЦ ведут комплексные исследования среды и биоты в Азовском, Чёрном и Каспийском морях. Не забыты бассейны рек Волги и Дона, Цимлянское водохранилище, водная система Маныч — Чограй.
Геннадий Григорьевич также активно участвует в жизни села Кагальник Ростовской области. Под его началом была построена мощная научно-экспедиционная база ЮНЦ, Музей казачества, этнографии и культуры Приазовья.
Г. Г. Матишов — автор более 1000 публикаций теоретической и научно-практической направленности. Изложенные в них разработки, положения и теоретические взгляды вошли в справочные и учебные пособия и широко цитируются в литературе. Г. Г. Матишовым также написаны книги об истории донских казаков, о событиях Великой Отечественной войны на Юге России, о современном военно-политическом кризисе на Украине.
Одним из важнейших направлений своей деятельности академик Г. Г. Матишов считает популяризацию научных исследований и привлечение внимания общественности к проблемам науки. Сотни раз взаимодействовал с центральными и областными телеканалами, печатными изданиями, радиостанциями, интернет-порталами, информационными агентствами («РИА Новости», ИТАР-ТАСС, «Интерфакс-ЮГ», телеканалом «Культура»).
Является отрицателем глобального потепления.
Сын Дмитрий (1966—2015) — член-корреспондент РАН, океанолог.

## Общественная деятельность
Академик Г. Г. Матишов входит в состав ряда научных координационных, межведомственных и экспертных советов:
СОВЕТЫ:
• Межведомственный совет по присуждению премий Правительства РФ в области науки и техники;
• Совет по грантам Президента РФ для государственной поддержки молодых российских учёных и по государственной поддержке ведущих научных школ РФ (с 2009 г.);
• Координационный совет по инновационной деятельности и интеллектуальной собственности РАН;
• Научный совет РАН по радиобиологии.
КОМИССИИ:
• Межведомственная национальная океанографическая комиссия Российской Федерации;
• Государственная комиссия по вопросам развития Арктики.
ЭКСПЕРТНЫЕ СОВЕТЫ:
• Заместитель Председателя Экспертного совета по Арктике и Антарктике при Совете Федерации Федерального Собрания Российской Федерации;
• Научно-экспертный совет Морской коллегии при Правительстве РФ;
• Экспертный совет РФФИ по региональным конкурсам;
• Экспертный совет ФГУ «Госэкспертиза» МПР России;
• Экспертный совет ФГБНУ НИИ РИНКЦЭ;
• Экспертный совет Фонда перспективных исследований;
• Экспертный совет Федеральной службы по надзору в сфере образования и науки (Рособрнадзор);
• Межведомственный совет по присуждению премий Правительства РФ в области науки и техники;
• Экспертная рабочая группа «Мировой океан и береговая зона» (Некоммерческое партнерство "Технологическая платформа «Технологии экологического развития»).
ДРУГИЕ НАЗНАЧЕНИЯ:
• Советник Губернатора Мурманской области по науке, технической политике и экологии.
• Директор-организатор представительства Российской академии наук на территории Крымского федерального округа (упразднён в 2016 г.)

## Личные заслуги и награды
• Орден «Знак Почёта» (1986);
• Орден Почёта (1999) — за большой вклад в развитие отечественной науки, подготовку высококвалифицированных кадров и в связи с 275-летием Российской академии наук;
• Орден «За морские заслуги» (2004);
• Орден «За заслуги перед Отечеством» IV степени (2010);
• Орден «За заслуги перед Ростовской областью» (2014);
• Орден Дружбы (31 марта 2016 года) — за заслуги в развитии науки, образования, подготовке квалифицированных специалистов и многолетнюю плодотворную работу
• Медаль «Ветеран труда» (1985);
• Медаль «300 лет Российскому флоту» (1996);
•  Орден Атамана Платова (2023, Ростовская область),
• Медаль «За морские заслуги в Арктике» Министерства обороны Российской Федерации (2014);
• Медаль и диплом «За профессиональную честь» за вклад в становление и развитие науки в Чеченской республике (2014);
• Золотая медаль имени Ф. П. Литке Русского географического общества (2015);
• Премия Правительства РФ 2005 года в области науки и техники за разработку, научное обоснование и внедрение прогрессивных технологий для создания эколого-геологических основ природопользования Западно-Арктического шельфа России;
• Премия РАН им. О. Ю. Шмидта 2007 г. за цикл работ по теме «Палеография, экология, биология и океанография арктических морей»;
• Звание «Почётный работник науки и техники РФ» Министерства образования и науки (2011);
• Нагрудной знак «Почётный полярник» за многолетнюю плодотворную деятельность, успехи в организации и проведении научно-исследовательских работ в Арктике (2010);
• Почётная грамота Администрации Президента Российской Федерации «За большой вклад в обеспечение деятельности Администрации Президента Российской Федерации по развитию сотрудничества Российской Федерации с государствами — участниками Содружества Независимых Государств» (18.09.2014 г. N 1266);
• Почётная грамота Президиума РАН;
• Почётная грамота Министерства образования и науки РФ «За вклад в развитие отечественной науки» (2004);
• Почётная грамота Губернатора Ростовской области (2012);
• Почётная грамота Администрации г. Ростова-на-Дону «За многолетний труд по развитию науки, создание Южного научного центра РАН» (2014)
• Почётная грамота от Законодательного собрания Ростовской области «За активное участие в общественно-политическом и культурном развитии Ростовской области, значительный вклад в развитие науки, многолетний добросовестный труд»
• Почётная грамота Мурманской областной Думы «За большой вклад в развитие отечественной науки, создания эколого-географических основ природопользования Западно-Арктического шельфа России» (2014);
• Диплом Русского географического общества за выдающиеся научные работы в области географии (1994)
• Поощрён за заслуги в научной деятельности и многолетнюю добросовестную работу указом Губернатора Ростовской области (2009).
• Благодарственное письмо полномочного представителя Президента РФ в ЮФО «За многолетний добросовестный труд, значительный вклад в развитие науки на Юге России» (2014).

## Премии
- Лауреат премии Правительства Российской Федерации в области науки и техники (2005) — за разработку, научное обоснование и внедрение прогрессивных технологий для создания эколого-геологических основ природопользования Западно-Арктического шельфа России (2005);
- Лауреат премии им. О. Ю. Шмидта РАН (2007) — за цикл работ по теме «Палеогеография, экология, биология и океанография арктических морей».

## Почётные звания в вузах
- Почётный профессор Северо-Кавказского федерального университета (2004);
- Почётный доктор Национального аграрного университета Украины (2008);
- Почётный профессор Астраханского государственного технического университета (2009);
- Почётный доктор Южного федерального университета (2012);
- Почётный профессор Донского государственного технического университета (2013);
- Почётный доктор Комплексного научно-исследовательского института РАН (2014).

## Научная работа
Важнейшие работы относятся к области полярной океанологии, геоморфологии и палеогеографии океана, экологии моря, социально-политической и экономической географии.
Г. Г. Матишов — автор более 1000 публикаций теоретической и практической направленности. Книги Г. Г. Матишова опубликованы издательствами: «Springer Science+Business Media», «Elsevier», «Наука», «Мысль» и др. Статьи опубликованы в журналах «Океанология», «Биология моря», «Известия РАН. Серия географическая», «Известия РАН. Серия биологическая», «Геоморфология», «Литология и полезные ископаемые», «Оптика атмосферы и океана», «Доклады Академии наук», «Известия Русского географического общества», «Природа», «Ocean Coastal», «Aquatic», «Geochemistry», «Quaternary Science Reviews», «Quaternary International», «Marine Geology», «Polar Research», «Boreas», «Journal of Environmental Radioactivity» и др.
Г. Г. Матишов является главным редактором журналов «Вестник Южного научного центра» и «Наука Юга России», сопредседатель редакционного совета журнала «Юг России: экология, развитие», член редколлегии журналов «Водные ресурсы», «Океанология» РАН, «Экологический вестник научных центров Черноморского экономического сотрудничества», «Арктика: экология и экономика», «Биология моря», ранее являлся членом редколлегии журнала  «Океанология/Oceanologia» Польской академии наук.

## Основные работы
Монографии и атласы
- Матишов Г. Г. Опасные тенденции и риски на южном фланге России. Ростов н/Д: Изд-во ЮНЦ РАН, 2016. 352 с. ISBN 978-5-4358-0133-0.
- Матишов Г. Г. Климат, водные ресурсы и реконструкция гидротехнических сооружений с учетом интересов населения, рыболовства и сельского хозяйства, судоходства и энергетики. Доклад на расширенном заседании Президиума Южного научного центра РАН (г. Ростов-на-Дону, 25 мая 2016 г.). Ростов н/Д: Изд-во ЮНЦ РАН, 2016. 64 с. ISBN 978-5-4358-0135-4.
- Матишов Г. Г., Коваленко В. П., Бухмин Д. А., Коваленко М. В. Опыт выращивания пиленгаса Азовского моря в условиях аквакомплекса. Ростов н/Д: Изд-во ЮНЦ РАН, 2016. 44 с. ISBN 978-5-4358-0129-3.
- Матишов Г. Г. Исторические и геополитические угрозы национальной безопасности: Азов-Причерноморье и Прикаспий в XXI веке. Ростов-на-Дону: Изд-во ЮНЦ РАН, 2015. — 304 с.
- Матишов Г. Г., Войнов В. Б., Михайлюк А. Л. Руководство по подготовке морских млекопитающих в составе биотехнических систем в Арктике / Г. Г. Матишов, В. Б. Войнов, А. Л. Михайлюк. Ростов н/Д: Изд-во ЮНЦ РАН, 2015. 212 с. ISBN 978-5-4358-0117-03.
- Матишов Г. Г., Матишов Д. Г., Шевердяев И. В. Обстоятельства затопления Олимпийской деревни в Адлере. Отчет о результатах экспедиции по маршруту Туапсе — Сухуми (01-08.08.2015) / Г. Г. Матишов, Д. Г. Матишов, И. В. Шевердяев; [под общ. ред. С. Г. Парады]. Ростов н/Д: Изд-во ЮНЦ РАН, 2015. 64 с. ISBN 978-5-4358-0116-3
- Матишов Г. Г. Украина: геостратегический разворот (уроки истории — от Эльбы 1945 г. до Миус-фронта 2014 г.). Ростов-на-Дону, 2014. — 380 с.
- Матишов Г. Г. Украина и Россия: книга иллюстраций взаимоотношений и истории (обстоятельства, риски, тенденции). Ростов-на-Дону, 2014. — 221 с.
- Матишов Г. Г., Пономарева Е. Н., Лужняк В. А., Старцев А. В. Результаты ихтиологических исследований устьевого взморья Дона. Ростов-на-Дону, 2014.
- Матишов Г. Г., Бердников С. В., Жичкин А. П., Макаревич П. Р., Дженюк С. Л., Кулыгин В. В., Яицкая Н. А., Поважный В. В., Шевердяев И. В., Третьякова И. А., Цыганкова А. Е. Атлас климатических изменений в больших морских экосистемах северного полушария (1878—2013). Ростов-на-Дону, 2014.
- Матишов Г. Г., Афанасенко В. И., Кринко Е. Ф., Курбат Т. Г. Война. Юг. Перелом — Ростов н/Д: Изд-во ЮНЦ РАН, 2012. — 284 с.
- Матишов Г. Г., Клещенков А. В. Кубанский паводковый кризис. Климат, геоморфология, прогноз. Крымск, июль 2012 г. — Ростов н/Д: Изд-во ЮНЦ РАН, 2012. — 116 с.
- Матишов Г. Г., Афанасенко В. И., Кринко Е. Ф. Миус-фронт в Великой Отечественной войне. 1941/1942 гг. 1943 г. Ростов-на-Дону: Изд-во ЮНЦ РАН, 2011. — 228 с.
- Матишов Г. Г., Батиев Л. В., Пащенко И. В., Романов И. В. Атлас социально-политических проблем, угроз и рисков Юга России. Том V. Северный Кавказ: проблемы и перспективы развития. Специальный выпуск. — Ростов-на-Дону: Изд-во ЮНЦ РАН, 2011. — 160 с.
- Практическая аквакультура (разработки ЮНЦ РАН и ММБИ КНЦ РАН) / Матишов Г. Г., Пономарева Е. Н., Журавлева Н.Г и др. — Ростов-на-Дону: Изд-во ЮНЦ РАН, 2011. — 284 с.
- Экологический атлас Азовского моря / Гл. ред. Г. Г. Матишов; отв. ред. Н. И. Голубева, В. В. Сорокина. — Ростов-на-Дону, Изд-во ЮНЦ РАН, 2011. — 328 с.
- Матишов Г. Г., Есипенко Л. П., Ильина Л. П., Агасьева И. С. Биологические способы борьбы с амброзией в антропогенных фитоценозах юга России. Ростов-на-Дону, 2011.
- Матишов Г. Г., Афанасенко В. И., Кринко Е. Ф. Миус-фронт в Великой Отечественной войне. 1941/1942 гг. 1943 г. — Ростов-на-Дону: Изд-во ЮНЦ РАН, 2010. — 216 с.
- Матишов Г. Г., Иванов В. П., Магомедов Г. М., Пономарев С. В., Пономарева Е. Н., Балыкин П. А. Белорыбица и кумжа Каспийского бассейна / Под ред. академика Г. Г. Матишова. — Ростов-на-Дону: Изд-во ЮНЦ РАН, 2010. — 84 с.
- Матишов Г. Г., Войнов В. Б., Вербицкий Е. В., Михайлюк А. Л., Трошичев А. Р., Гладких А. С., Светочев В. Н. Морские млекопитающие в биотехнических системах двойного назначения: Методическое пособие. — Мурманск: Изд-во ММБИ КНЦ РАН, 2010. — 131 с.
- Матишов Г. Г., Макаревич П. Р., Дженюк С. Л., Денисов В. В. Морские нефтегазовые разработки и рациональное природопользование на шельфе. — Ростов-на-Дону: Изд-во ЮНЦ РАН, 2009. — 500 с.
- Матишов Г. Г., Батиев Л. В., Пащенко И. В. Атлас социально-политических проблем, угроз и рисков Юга России. Том IV. Специальный выпуск: причины и обстоятельства роста напряженности, поиск путей стабилизации на Северном Кавказе. — Ростов-на-Дону: Изд-во ЮНЦ РАН, 2009. — 120 с.
- Матишов Г. Г. Ихтиофауна Азово-Донского и Волго-Каспийского бассейнов и методы её сохранения. — Ростов-на-Дону, 2009.
- Матишов Г. Г., Авксентьев В. А., Батиев Л. В. Атлас социально-политических проблем, угроз и рисков Юга России. Том III. — Ростов-на-Дону: Изд-во ЮНЦ РАН, 2008. — 260 с.
- Матишов Г. Г., Матишов Д. Г., Пономарева Е. Н., Казарникова А. В., Сорокина М. Н., Коваленко М. В. Осетроводство в условиях замкнутого водоснабжения для фермерских хозяйств. Ростов-на-Дону: Изд-во ЮНЦ РАН, 2008. 265 с.
- Аманжолова Д. А., Аствацатурова М. А., Бобровников В. О., Волобуев О. В., Дзадзиев А. Б., Заседателева Л. Б., Кулешов С. В., Нечуятов А. М., Никишенков А. А., Савва М. В., Степанов В. В., Тишков В. А., Хоперская Л. Л., Ярлыкапов А. А. Российский Кавказ. Книга для политиков. Москва, 2007.
- Матишов Г. Г., Батиев Л. В., Котеленко Д. Г. Атлас социально-политических проблем, угроз и рисков Юга России. Том II. — Ростов-на-Дону: Изд-во ЮНЦ РАН, 2007. — 176 с.
- Матишов Г. Г., Кавцевич Н. Н., Михайлюк А. Л. Опыт обучения и применения морских млекопитающих для защиты стратегически важных объектов от террористических действий. Ростов-на-Дону: Изд-во ЮНЦ РАН, 2007. 128 с.
- Матишов Г. Г., Пономарев С. В., Пономарева Е. Н. Инновационные технологии индустриальной аквакультуры в осетроводстве. Ростов-на-Дону, 2007.
- Атлас социально-политических проблем, угроз и рисков Юга России / Под ред. академика Г. Г. Матишова. — Ростов-на-Дону: Изд-во ЮНЦ РАН, 2006. — 152 с.
- Матишов Г. Г., Гаргопа Ю. М., Бердников СВ., Дженюк С. Л. Закономерности экосистемных процессов в Азовском море. М.: Наука, 2006. 304 с.
- Матишов Г. Г., Матишов Д. Г., Пономарева Е. Н., Лужняк В. А., Чипинов В. Г., Казарникова А. В., Коваленко М. В. Опыт выращивания осетровых рыб в условиях замкнутой системы водообеспечения для фермерских хозяйств. Ростов-на-Дону, 2006.
- Matishov D.G., Matishov G.G. Radioecology in northern European seas. Springer. Berlin, Heidelberg. 2004. 335 c.
- Matishov G., Zuyev A., Golubev V., Adrov N., Timofeev S., Karamusko O., Pavlova L., Braunstein A., Fadyakin O., Buzan A., Moiseev D., Smolyar I., Locarnini R., Tatusko R., Boyer T., Levitus S. Climatic atlas of the Arctic seas 2004: Part I. Database of the Barents, Kara, Laptev, and White seas -oceanography and marine biology. NOAA atlas Nesdis 58. Washington, 2004. Ser. 58
- Матишов Г. Г., Кренева С. В., Муравейко В. М. и др. Биотестирование и прогноз изменчивости водных экосистем при антропогенном загрязнении. ММБИ, Апатиты, 2003.
- Матишов Г. Г. и др. Новейшие экологические феномены в Азовском море (вторая половина XX века). Апатиты, 2003.
- Матишов Г. Г., Никитин Б. А., Сочнев О. Я. Экологическая безопасность и мониторинг при освоении месторождений углеводородов на арктическом шельфе. Москва, 2001.
- Мишин В. Л., Матишов Г. Г. Морские териотехнические системы двойного назначения. Мурманск: ООО «МИП-999», 2000. 116 с.
- Матишов Г. Г., Денисов В. В. Экосистемы и биоресурсы европейских морей России на рубеже XX и XXI веков. Мурманск: ООО «МИП-999». 1999. 124 с.
- Матишов Г. Г. и др. Научно-методические подходы к оценке воздействия газонефтедобычи на экосистемы морей Арктики (на примере Штокмановского проекта). Апатиты: Изд-во КНЦ РАН, 1997. 393 с.
- Matishov G. Bathymetric Map of Franz Josef Land Aree, Geological Society of America Map and Chart Series. MCHO80. Map Scale: 1:500 000. Colorado, USA, 1995.
- Краснов Ю. В., Матишов Г. Г., Галактионов К. В., Савинова Т. Н. Морские колониальные птицы Мурмана. Санкт-Петербург, 1995.
- Матишов Г. Г, Павлова Л. Г. Общая экология и палеогеография полярных океанов Л.: Наука, 1990. 224 с.
- Матишов Г. Г. Эволюционный подход к изучению арктических морских экосистем (на примере Баренцева моря). Апатиты, 1988. 48 с.
- Матишов Г. Г. Мировой океан и оледенение Земли. М.: Мысль, 1987. 270 с.
- Матишов Г. Г. Дно океана в ледниковый период. Л.: Наука, 1984. 176 с.
- Матишов Г. Г., Рвачев В. Д. Морское дно и рыболовство. Апатиты, 1983. 56 с.

Статьи
- Казанин Г. С., Тарасов Г. А., Федухина Т. Я., Шлыкова В. В., Матишов Г. Г. Западно-шпицбергенская континентальная окраина: геологическое строение, нефтегазоносность // Доклады академии наук, 2015. Т. 460, № 2. С. 204—209.
- Матишов Г. Г. Керченский пролив и дельта дона: безопасность коммуникаций и населения // Вестник ЮНЦ. 2015. Т. 11, № 1, С. 6-15.
- Матишов Г. Г. Случаи экстремальной адвекции соленых вод в дельту Дона и льда в Керченский пролив // Доклады Академии наук. 2015. Т. 465. № 1. С. 99-103.
- Матишов Г. Г. Основные вехи «самостийности» Украины (XVII—XXI вв.) // Вестник Южного научного центра РАН. 2015. Т. 11. № 4. С. 77-86.
- Матишов Г. Г. Климат и океанографические исследования северных и южных морей // Вестник Кольского научного центра РАН. 2015. № 2 (21). С. 11-19.
- Матишов Г. Г., Бердников С. В. Экстремальное затопление дельты Дона весной 2013 г. // Известия Российской академии наук. Серия географическая. 2015. № 1. С. 111—118.
- Матишов Г. Г., Войнов В. Б., Михайлюк А. Л., Полищук Ю. С. Реактивность ЭКГ-параметров водолазов разной квалификации при выполнении модельных нагрузок под водой // Журнал фундаментальной медицины и биологии. 2015. № 2. С. 19-23.
- Матишов Г. Г., Денисов В. В., Жичкин А. П. Морское природопользование в западном секторе Арктики: проблемы и решения // Вестник Кольского научного центра РАН. 2015. № 2 (21). С. 103—112.
- Матишов Г. Г., Ивлиева О. В., Беспалова Л. А., Кропянко Л. В. Эколого-географический анализ морского побережья Ростовской области // Доклады Академии наук. 2015. Т. 460. № 1. С. 88.
- Матишов Г. Г., Игнатьев С. М., Загородняя Ю. А., Климова Т. Н., Вдович И. В., Саяпин В. В., Степаньян О. В. Фаунистическое разнообразие и показатели обилия планктонных сообществ Азовского моря в июне 2014 г. // Вестник ЮНЦ РАН. 2015. Т. 11. № 3. С. 81-91.
- Матишов Г. Г., Казанин Г. С., Тарасов Г. А., Федухина Т. Я., Шлыкова В. В., Западно-шпицбергенская континентальная окраина: геологическое строение, нефтегазоносность // Доклады Академии наук. 2015. Т. 460. № 2. С. 204.
- Матишов Г. Г., Кринко Е. Ф., Афанасенко В. И., Медведев М. В. Разгром «нацистского интернационала» на Дону (1942—1943) // Вестник Южного научного центра. 2015. Т. 11. № 2. С. 87-96.
- Матишов Г. Г., Ларионова М. Ч. Украинский национализм: от истоков к евромайдану // Вестник Южного научного центра. 2015. Т. 11. № 2. С. 97-105.
- Матишов Г. Г., Миноранский В. А. 10 лет ассоциации «Живая природа степи» // Вестник Южного научного центра РАН. 2015. Т. 11. № 1. С. 107—108.
- Матишов Г. Г., Парада С. Г. Добыча сланцевого газа методом гидроразрыва пласта: современное состояние, риски и угрозы / Геология и геофизика юга России. № 1. 2015. С. 42-60.
- Матишов Г. Г., Пономарева Е. Н., Красильникова А. А. О международных научных конференциях, посвященных рыбному хозяйству и аквакультуре в Южном Федеральном округе // Вестник Южного научного центра РАН. 2015. Т. 11. № 1. С. 109—110.
- Матишов Г. Г., Степаньян О. В., Григоренко К. С., Харьковский В. М. , Поважный В. В., Сойер В. Г. Особенности гидролого-гидрохимического режима Азовского и Чёрного морей в 2013 г. // Вестник Южного научного центра. 2015. Т. 11. № 2. С. 36-44.
- Матишов Г. Г., Степаньян О. В., Григоренко К. С., Харьковский В. М., Поважный В. В., Польшин В. В., Сойер В. Г. Морские экспедиционные исследования на научно-исследовательских судах «Денеб» и «Профессор Панов» в 2013 г. // Океанология. 2015. Т. 55. № 5. С. 861—865.
- Матишов Г. Г., Усягина И. С., Польшин В. В. Динамика загрязнения Азовского моря изотопом 137Cs в 1966—2013 гг. // Доклады Академии наук. 2015. Т. 460. № 6. С. 716.
- Казанин Г. С., Тарасов Г. А., Федухина Т. Я., Шлыкова В. В., Матишов Г. Г. Западно-Шпицбергенская континентальная окраина: геологическое строение, нефтегазоносность // Доклады Академии наук. 2015. Т. 460. № 2. С. 204.
- Merten K.N., Takano Y., Yamaguchi A., Gu H., Bogus K., Kremp A., Bagheri S., Matishov G., Matsuoka K. The molecular characterization of the enigmatic dinoflagellate Kolkwitziella acuta reveals an affinity to the Excentrica section of the genus Protoperidinium // Systematics and Biodiversity. 2015. 13 (6). Р. 509—524.
- Матишов Г. Г. Юг России в условиях неравномерного развития и роста напряженности // Россия и мусульманский мир. 2014. N 7 (265). С. 50-54.
- Матишов Г. Г., Войнов В. Б., Михайлюк А. Л. Морские млекопитающие Арктики в составе биотехнических систем // Вестник Южного научного центра РАН. 2014. Т. 10. N 2. С. 65-74.
- Матишов Г. Г., Дженюк С. Л. Задачи научного обеспечения морской деятельности в зоне Северного морского пути //Арктика: экология и экономика. 2014. N 1 (13). С. 48-56.
- Матишов Г. Г., Дженюк С. Л. Проблемы управления морским природопользованием и обеспечения экологической безопасности в российской Арктике // Вестник Мурманского государственного технического университета. 2014. Т. 17. N 3. С. 531—539.
- Матишов Г. Г., Дженюк С. Л., Моисеев Д. В., Жичкин А. П. О природе крупных гидрометеорологических аномалий в арктических и южных морях России // Известия Российской академии наук. Серия географическая. 2014. N 1. С. 36-46.
- Матишов Г. Г., Касаткина Н. Е., Усягина И. С., Фарион Д. А. Искусственные радионуклиды в съедобных дикорастущих грибах и ягодах Мурманской области // Доклады Академии наук. 2014. Т. 455. N 5. С. 589.
- Матишов Г. Г., Клещенков А. В., Шевердяев И. В. Катастрофический паводок на Западном Кавказе в июле 2012 года: причины и последствия // Геоэкология, инженерная геология, гидрогеология, геокриология. 2014. N 4. С. 291—303.
- Матишов Г. Г., Коломийчук В. П., Польшина Т. Н. Флористическое районирование береговой зоны Азовского моря // Вестник Южного научного центра РАН. 2014. Т. 10. N 1. С. 55-59.
- Матишов Г. Г., Кринко Е. Ф., Артюхин Ю. В. Влияние природных факторов на ход и характер боевых действий в большой излучине Дона во время Великой Отечественной войны // Вестник Южного научного центра РАН. 2014. Т. 10. N 2. С. 83-92.
- Смирнов Г. В., Матишов Г. Г., Оленин А. Л., Аистов Е. А., Григоренко К. С., Степаньян О. В. Морские испытания многоканальной измерительно-технологической платформы // Вестник Южного научного центра РАН. 2014. Т. 10. N 3. С. 54-60.
- Матишов Г. Г., Матишов Д. Г., Степаньян О. В. Оценка современного состояния экосистемы Чёрного моря (Республика Абхазия) // Доклады Академии наук. 2014. Т. 454. N 6. С. 715.
- Матишов Г. Г., Чикин А. Л., Бердников С. В., Шевердяев И. В. Экстремальное наводнение в дельте Дона (23-24 марта 2013 г.) и факторы, его определяющие // Доклады Академии наук. 2014. Т. 455. N 3. С. 342.
- Матишов Г. Г., Чикин А. Л., Бердников С. В., Шевердяев И. В., Клещенков А. В., Кириллова Е. Э. Экстремальное затопление дельты Дона весной 2013 г.: хронология, условия формирования и последствия // Вестник Южного научного центра РАН. 2014. Т. 10. N 1. С. 17-24.
- Матишов Г. Г., Чикин А. Л., Бердников С. В., Шевердяев И. В. Экстремальное наводнение в дельте Дона (23-24 марта 2013 г.) и факторы, его определяющие // Доклады Академии наук. 2014. Т. 455. N 3. С. 342.
- Матишов Г. Г., Чикин А. Л., Дашкевич Л. В., Кулыгин В. В., Чикина Л. Г. Ледовый режим Азовского моря и климат в начале XXI века // Доклады Академии наук. 2014. Т. 457. N 5. С. 603.
- Матишов Г. Г., Матишов Д. Г., Усягина И. С., Касаткина Н. Е. Многолетняя динамика радиоактивного загрязнения Баренцево-Карского региона (1960—2013 гг.) // Доклады Академии наук. 2014. Т. 458. N 4. С. 473.
- Матишов Г. Г., Дженюк С. Л. Проблемы управления морским природопользованием и обеспечения экологической безопасности в российской Арктике // Вестник Мурманского государственного технического университета. 2014. Т. 17. N 3. С. 531—539.
- Матишов Г. Г., Дженюк С. Л., Жичкин А. П., Моисеев Д. В. Климат морей Западной Арктики в начале XXI века // Известия Российской академии наук. Серия географическая. 2011. № 3. С. 17-32.
- Матишов Г. Г., Кринко Е. Ф. Миус-фронт в истории Великой Отечественной войны // Вестник Российской академии наук, 2011. Т. 81, N 5. С. 387—395.
- Матишов Г. Г., Матишов Д. Г., Гаргопа Ю. М., Дашкевич Л. В. Замерзание Азовского моря и климат в начале XXI века // Вестник Южного научного центра РАН. 2010. Т. 6. № 1. С. 33-40.
- Матишов Г. Г., Поважный В. В., Бердников С. В., Мозес В.Дж., Гительсон А. А. Оценки концентрации хлорофилла а и первичной продукции в Азовском море с использованием спутниковых данных // Доклады Академии наук. 2010. Т. 432. № 4. С. 563—566.
- Levitus S., Seidov D., Smolyar I., Matishov G. Barents sea multidecadal variability // Geophysical Research Letters. 2009. Т. 36. № 19. С. L19604.
- Matishov G.G., Matishov D.G., Moiseev D.V. Inflow of Atlantic-origin waters to the Barents sea along glacial troughs // Oceanologia. 2009. Т. 51. № 3. С. 321—340.
- Матишов Г. Г., Ковалева Г. В., Польшин В. В. Новые данные о скорости седиментации в Азовском море в позднем голоцене // Доклады Академии наук. 2009. Т. 428. № 6. С. 820—823.
- Шипилов Э. В., Карякин Ю. В., Матишов Г. Г. Баренцевско-Амеразийский юрско-меловой суперплюм и инициальный этап геодинамической эволюции Арктического океана // Доклады Академии наук. 2009. Т. 426. № 3. С. 369—372.
- Матишов Г. Г. Влияние изменчивости климатического и ледового режимов на судоходство // Вестник Российской академии наук. 2008. Т. 78. № 10. С. 896—902.
- Матишов Г. Г., Жичкин А. П. Опыт создания базы данных по географии рыболовства как интегрального показателя пространственно-временной изменчивости состояния больших морских экосистем // Вестник Южного научного центра РАН. 2008. Т. 4. № 4. С. 31-37.
- Матишов Г. Г., Матишов Д. Г., Бердников С. В., Сорокина В. В., Левитус С., Смоляр И. В. внутривековые флуктуации климата Азовского моря (по термохалинным данным за 120 лет) // Доклады Академии наук. 2008. Т. 422. № 1. С. 106—109.
- Матишов Г. Г., Матишов Д. Г., Гаргопа Ю. М. Климатогенные изменения экосистем южных морей в условиях антропогенных воздействий // Известия Российской академии наук. Серия географическая. 2008. № 3. С. 26-34.
- Матишов Г. Г., Шохин И. В., Набоженко М. В., Польшин В. В. Многолетние изменения донных сообществ Азовского моря в связи с характером осадконакопления и гидрологическим режимом // Океанология. 2008. Т. 48. № 3. С. 425—435
- Дворецкий А. Г., Кузьмин С. А., Матишов Г. Г. Биология амфипод Ischyrocerus commensalis и их симбиотические отношения с камчатским крабом в Баренцевом море // Доклады Академии наук. 2007. Т. 417. № 3. С. 424—426.
- Матишов Г. Г. Сейсмопрофилирование и картирование новейших отложений дна Азовского моря // Вестник Южного научного центра РАН. 2007. Т. 3. № 3. С. 32-40.
- Матишов Г. Г., Голубев В. А., Жичкин А. П. Температурные аномалии вод Баренцева моря в летний период 2001—2005 гг. // Доклады Академии наук. 2007. Т. 412. № 1. С. 112—114.
- Матишов Г. Г., Денисов В. В., Дженюк С. Л. интегрированное управление природопользованием в шельфовых морях // Известия Российской академии наук. Серия географическая. 2007. № 3. С. 27-40.
- Матишов Г. Г., Ковалева Г. В., Новенко Е. Ю. Результаты спорово-пыльцевого и диатомового анализа грунтовых колонок Азовского шельфа // Доклады Академии наук. 2007. Т. 416. № 2. С. 250—255.
- Матишов Г. Г., Селифонова Ж. П. Опыт контроля водяного балласта торговых судов в новороссийском порту // Вестник Южного научного центра РАН. 2006. Т. 2. № 3. С. 58-62.
- Матишов Г. Г., Зуев А. Н., Голубев В. А., Левитус С., Смоляр И. Мегабаза данных по океанографии и биологии морей Западной Арктики // Доклады Академии наук. 2005. Т. 401. № 2. С. 252—255.
- Sherman K., Sissenwine M., Christensen V., Duda A., Hempel G., Ibe C., Levin S., Lluch-Belda D., Matishov G., McGlade J., O’Toole M., Seitzinger S., Serra R., Skjoldal H.-R., Tang Q., Thulin J., Vandeweerd V., Zwanenburg K. A global movement toward an ecosystem approach to management of marine resources // Marine Ecology — Progress Series. 2005. Т. 300. С. 275—279.
- Forman S.L., Lubinski D.J., Ingólfsson Ó., Zeeberg J.J., Snyder J.A., Siegert M.J., Matishov G.G. A review of postglacial emergence on Svalbard, Franz Josef land and Novaya Zemlya, Northern Eurasia // Quaternary Science Reviews. 2004. Т. 23. № 11-13. С. 1391—1434.
- Воскобойников Г. М., Матишов Г. Г., Быков О. Д., Маслова Т. Г., Шерстнева О. А., Усов А. И. Об устойчивости морских макрофитов к нефтяному загрязнению // Доклады Академии наук. 2004. Т. 397. № 6. С. 842—844.
- Матишов Г. Г. Что воздействует на величину морских рыбных ресурсов? // Вестник Российской академии наук. 2004. Т. 74. № 8. С. 690.
- Golubeva N., Matishov G., Burtseva L. Measurements of mercury in the near-surface layer of the atmosphere of the Russian Arcticn // The Science of the Total Environment. 2003. Т. 306. № 1-3. С. 3-9.
- Matishov G.G., Denisov V.V., Dzhenyuk S.L. Contemporary state and factors of stability of the Barents Sea Large Marine Ecosystem // Large Marine Ecosystem of World: Trends in Exploration, Protection, and Research. 2003. P. 41-74.
- Dahle S., Savinov V.M., Evenset A., Matishov G.G., Næs K. Polycyclic aromatic hydrocarbons (pahs) in bottom sediments of the Kara sea shelf, gulf of Ob and Yenisei bay // The Science of the Total Environment. 2003. Т. 306. № 1-3. С. 57-71.
- Savinov V.M., Savinova T.N., Matishov G.G., Dahle S., Næs K. Polycyclic aromatic hydrocarbons (pahs) and organochlorines (ocs) in bottom sediments of the guba Pechenga, Barents sea, Russia // The Science of the Total Environment. 2003. Т. 306. № 1-3. С. 39-56.
- Matishov G.G., Matishov D.G., Namjatov A.E., Smith J.N., Carroll J., Dahle S. Radioactivity near the sunken submarine «Kursk» in the southern Barents sea // Environmental Science and Technology. 2002. Т. 36. № 9. С. 1919—1922.
- Матишов Г. Г., Матишов Д. Г. Радиационное состояние среды и биоты на Мурманской банке в районе затонувшей АПЛ «Курск» // Доклады АН. 2001. Т. 378, N5. С. 708—711.
- Matishov G.G., Matishov D.G., Namjatov A.A., Carroll J., Dahle S. Discharges of nuclear waste into the Kola bay and its impact on human radiological doses // Journal of Environmental Radioactivity. 2000. Т. 48. № 1. С. 5-21.
- Savinov V.M., Savinova T.N., Carroll J., Dahle S., Matishov G.G., Nas K. Polycyclic aromatic hydrocarbons (pahs) in sediments of the White sea, Russia // Marine Pollution Bulletin. 2000. Т. 40. № 10. С. 807—818.
- Матишов Г. Г., Денисов В. В., Зуев А. Н., Голубев В. А., Адров Н. М., Левитус С, Смоляр И. Климатический атлас Баренцева моря // Доклады АН. 1999. Т. 366, N 5. С. 692—694.
- Forman S.L., Zeeberg J.J., Lubinski D.J., Miller G.H., Polyak L., Matishov G., Tarasov G. Postglacial emergence and Late Quaternary glaciation on northern Novaya Zemlya, Arctic Russia // Boreas. 1999. Т. 28. № 1. С. 133—145.
- Matishov G.G., Matishov D.G., Namjatov A.A., Carroll J., Dahle S. Anthropogenic radionuclides in Kola and Motovsky bays of the Barents sea, Russia // Journal of Environmental Radioactivity. 1999. Т. 43. № 1. С. 77-88.
- Jørgensen L.L., Gulliksen B., Pearson T.H., Dahle S., Anisimova N.A., Denisenko S.G., Matishov G.G. Environmental influences on benthic fauna associations of the Kara sea (Arctic Russia) // Polar Biology. 1999. Т. 22. № 6. С. 395—416.
- Loring D.H., Dahle S., Dos Santos J., Naes K., Skei J.M., Matishov G.G. Arsenic and other trace metals in sediments from the Kara sea and the Ob and Yenisey estuaries, Russia // Aquatic Geochemistry. 1998. Т. 4. № 2. С. 233—252.
- Matishov G.G., Denisov V.V., Kirillova E.E. Role of a procedure of environment impact assessment (EIA) in elaborating the integrated project of managing the Barents sea coastal zones // Ocean & Coastal Management. 1998. V. 41, N 2-3. P. 221—236.
- Ikäheimonen T.K., Rissanen K., Matishov D.G., Matishov G.G. Plutonium in fish, algae, and sediments in the Barents, Petshora and Kara seas // The Science of the Total Environment. 1997. Т. 202. № 1-3. С. 79-87.
- Forman S.L., Weihe R., Lubinski D., Tarasov G., Korsun S., Matishov G. Holocene relative sea-level history of Franz Josef land, Russia // Geological Society of America Bulletin. 1997. Т. 109. № 9. С. 1116—1133.
- Forman S.L., Snyder J., Herlihy F., Weihe R., Lubinski D., Miller G.H., Matishov G.G., Korsun S., Myslivets V. Postglacial emergence of Western Franz Josef land, Russia, and retreat of the Barents sea ice sheet // Quaternary Science Reviews. 1996. Т. 15. № 1. С. 77-90.
- Forman S.L., Lubinski D., Miller G.H., Snyder J., Korsun S., Matishov G.G. Postglacial emergence and distribution of late weichswelian ice-sheet loads in the northern Barents and Kara seas // Geology. 1995. Т. 23. № 2. С. 113—116.
- Loring D.H., Naes K., Dahle S., Matishov G.G., Illin G. Arsenic, trace metals, and organic micro contaminants in sediments from the Pechora sea, Russia // Marine Geology. 1995. Т. 128. № 3-4. С. 153—167.
- Матишов Г. Г. О понятии «океанический перигляциал» // Океанология. 1981. N3.
- Матишов Г. Г. О происхождении и развитии каньонов и долин материкового склона Северо-Западной Атлантики и Норвежско-Гренландского бассейна // Океанология. 1975. Т. 15, вып. 6.
- Матишов Г. Г., Рвачев В. Д. Значение рельефа морского дна для океанического рыболовства // Геоморфология. 1975. № 1.